# Ронко Векио (Комо)
Ронко Векио је насеље у Италији у округу Комо, региону Ломбардија.
Према процени из 2011. у насељу је живело 24 становника. Насеље се налази на надморској висини од 322 м.